# یوکی هاشیزومه
یوکی هاشیزومه (ژاپنی: 橋爪 勇樹؛ زادهٔ ۱۰ اوت ۱۹۹۰) یک بازیکن فوتبال اهل ژاپن است.
از باشگاه‌هایی که در آن بازی کرده‌است می‌توان به باشگاه فوتبال ونتفورت کوفو اشاره کرد.